# Villa Vomano
Villa Vomano is een plaats (frazione) in de Italiaanse gemeente Teramo.